# Eois intacta
Eois intacta är en fjärilsart som beskrevs av W. Warren 1904. Eois intacta ingår i släktet Eois och familjen mätare. Inga underarter finns listade i Catalogue of Life.